# سی و هفتمین دوره کتاب سال جمهوری اسلامی ایران

پوستر سی و هفتمین دوره

سی و هفتمین دوره جایزه کتاب سال، در ۱۶ بهمن ۱۳۹۸ برگزار شد. فراخوان این دوره در تاریخ ۳۱ فروردین ۱۳۹۸ از سوی خانه کتاب ایران اعلام شد. در این دوره آثاری که برای نخستین بار از فروردین تا اسفند ۱۳۹۷ منتشر شده بود، مورد ارزیابی قرار گرفتند. این آثار شامل آثار ترجمه و تألیفی است. در سال ۱۳۹۷، ۴۶هزار ۲۵۴ عنوان کتاب چاپ نخست منتشر شده‌است، که از این میان ۳۵ هزار و ۵۵۰ عنوان کتاب چاپ اول به مرحله ارزیابی اولیه راه یافت و در مرحله بعد تعداد ۷۴۸۳ عنوان به مرحله اصلی داوری راه یافتند و پس از داوری در این مرحله، ۲۱۳ کتاب به مرحلة بعدی راه یافتند. فهرست زیر نامزدهای نهایی این دوره از جایزه کتاب سال است. برگزیدگان و شایستگان تقدیر این دوره، روز ۱۶ بهمن ۱۳۹۸ در مراسمی ویژه معرفی شدند.

## نامزدها

### فهرست نامزدهای سی و هفتمین دوره کتاب سال
| بخش                                     | شاخه                           | عنوان کتاب | پدیدآورنده                                   | مترجم                                                    | مشخصات کتاب                                                          |              |
| --------------------------------------- | ------------------------------ | --- | -------------------------------------------- | -------------------------------------------------------- | -------------------------------------------------------------------- | ------------ |
| کلیات                                   | کلیات                          | تهران‌نگاری: طهران در مطبوعات دوره قاجار (دوره‌های ناصری و مظفری)                                                   | رضا شیرازیان                                 | -                                                        | تهران: دستان                                                         |              |
| کلیات                                   | کلیات                          | اخلاق و درستکاری در کتابخانه‌ها                                                                                    | امی ال. بسنوی                                | ابراهیم افشار                                            | تهران: چاپار                                                         |              |
| کلیات                                   | کلیات                          | راهنمای روش تحقیق کیفی                                                                                            | اووه فلیک و دیگران                           | ستار محمدی تلوار                                         | تهران: جامعه‌شناسان                                                   |              |
| کلیات                                   | کلیات                          | جست و نوشت | سید فرید قاسمی                               | -                                                        | مؤسسه خانه کتاب                                                      |              |
| هنر                                     | معماری و شهرسازی               | آرت نوو (هنرنو)                                                                                                   | کلاوس یورگن سمباخ                            | شاهرخ باور                                               | تهران: میردشتی                                                       |              |
| هنر                                     | معماری و شهرسازی               | دلوز و گواتاری برای معماران                                                                                       | اندرو بلنتاین                                | نگار صبوری                                               | تهران: سینا                                                          |              |
| هنر                                     | معماری و شهرسازی               | زمان‌های زمین | محمدمنصور فلامکی                             | -                                                        | تهران: فضا                                                           |              |
| هنر                                     | معماری و شهرسازی               | شهر از نو | لارنس جی. ویل و توماس جی کامپانلا            | نوید پورمحمدرضا                                          | تهران: اطراف                                                         |              |
| هنر                                     | معماری و شهرسازی               | شهر ایرانی در سنجش جهانی                                                                                          | محمدمنصور فلامکی                             | -                                                        | تهران: فضا، ۱۳۹۶                                                     |              |
| هنر                                     | معماری و شهرسازی               | فضای حافظ | محمدمنصور فلامکی                             | -                                                        | تهران: فضا، ۱۳۹۶                                                     |              |
| هنر                                     | معماری و شهرسازی               | گادامر برای معماران                                                                                               | پل کیدر                                      | زهرا برادران                                             | تهران: فکر نو                                                        |              |
| هنر                                     | معماری و شهرسازی               | نظریه‌ها و مانیفست‌های معماری معاصر                                                                                 | چارلز جنکز کارل کروپف                        | احسان حنیف                                               | تهران: فکر نو                                                        |              |
| هنر                                     | معماری و شهرسازی               | یخچال‌های ایران | همینگ یورگنسن                                | گلاره مرادی                                              | تهران: کتاب رایزن                                                    |              |
| هنر                                     | هنرهای نمایشی                  | تاریخ طراحی صحنه                                                                                                  | اسکار براکت و دیگران                         | پیام فروتن                                               | تهران: فرگام، ۲ج                                                     |              |
| هنر                                     | هنرهای نمایشی                  | تدوینگر از نگاه تدوینگر: گفتگو با تدوینگران فیلم                                                                  | گابریلا اولدهام                              | حسن حسندوست                                              | تهران: سفیدسار                                                       |              |
| هنر                                     | هنرهای نمایشی                  | تئاتر مردم | جوئل شکتر                                    | آزاده عالم افلاکی معصومه خاتمی و نگار آجرلو              | تهران: قطره                                                          |              |
| هنر                                     | هنرهای نمایشی                  | سینما و رسانه‌های جنگی آمریکا                                                                                      | پاتریشیا کیتون و پیتر شیکنر                  | علیرضا ثمودی و فؤاد یزدی                                 | قم: دانشگاه مفید                                                     |              |
| هنر                                     | هنرهای نمایشی                  | سینما و مرگ: دربارهٔ نامیرایی و تصویر                                                                              | میلاد روشنی پایان                            | -                                                        | تهران: ققنوس                                                         |              |
| هنر                                     | هنرهای نمایشی                  | کمدی، تراژدی و دین: درآمدی بر خرد شاد در برابر روان تراژیک                                                        | جان مورل                                     | البرز حیدرپور                                            | تهران: مرکز                                                          |              |
| هنر                                     | هنرهای نمایشی                  | نمایشنامه | استاد سولنس معمار                            | هنریک ایبسن                                              | بهزاد قادری                                                          | تهران: بیدگل |
| هنر                                     | دل و دشنه                      | نمایشنامه | محمدرضا آریانفر                              | -                                                        | تهران: کتاب نیستان                                                   |              |
| هنر                                     | هنرهای تجسمی                   | در این بخش هیچ کتابی نامزد نشد                                                                                    | در این بخش هیچ کتابی نامزد نشد               | در این بخش هیچ کتابی نامزد نشد                           | در این بخش هیچ کتابی نامزد نشد                                       |              |
| هنر                                     | موسیقی                         | در این بخش هیچ کتابی نامزد نشد                                                                                    | در این بخش هیچ کتابی نامزد نشد               | در این بخش هیچ کتابی نامزد نشد                           | در این بخش هیچ کتابی نامزد نشد                                       |              |
| هنر                                     | فلسفه و روان‌شناسی              | فلسفه اسلامی | خدای متعال                                   | یان ریچارد نتون                                          | سیده لیلا اصغری                                                      | تهران: حکمت  |
| مابعدالطبیعه از دیدگاه فارابی و ابن‌سینا | فلسفه و روان‌شناسی              | فلسفه اسلامی | لیلا کیان‌خواه                                | -                                                        | تهران: مؤسسه پژوهشی حکمت و فلسفه ایران                               |              |
| فلسفه غرب                               | فلسفه و روان‌شناسی              | امر مطلق: مطالعه‌ای در فلسفه اخلاق کانت                                                                            | هربرت جیمز پیتن                              | سیدعلی اصغری                                             | تهران: پژوهشگاه علوم انسانی و مطالعات فرهنگی                         |              |
| فلسفه غرب                               | فلسفه و روان‌شناسی              | درآمدی به کی‌یر کگور                                                                                               | استیون اونز                                  | اصغر پوربهرامی                                           | تهران: حکمت                                                          |              |
| فلسفه غرب                               | فلسفه و روان‌شناسی              | فلسفه قاره‌ای و فلسفه دین                                                                                          | سرویراستار: مورنی جوی                        | محمدابراهیم باسط                                         | قم: مؤسسه فرهنگی کتاب طه                                             |              |
| منطق                                    | فلسفه و روان‌شناسی              | در این بخش هیچ اثری نامزد نشد                                                                                     | در این بخش هیچ اثری نامزد نشد                | در این بخش هیچ اثری نامزد نشد                            | در این بخش هیچ اثری نامزد نشد                                        |              |
| روان‌شناسی                               | فلسفه و روان‌شناسی              | خانواده‌درمانی اختلال شخصیت                                                                                        | ملکالم مک فارلن                              | سمیه شاهمرادی و دیگران                                   | تهران: دانژه                                                         |              |
| روان‌شناسی                               | فلسفه و روان‌شناسی              | درآمدی بر پژوهش کیفی در روان‌شناسی                                                                                 | کارلا ویلیک                                  | حمید خانی‌پور و دیگران                                    | تهران: دانشگاه خوارزمی                                               |              |
| روان‌شناسی                               | فلسفه و روان‌شناسی              | روان‌شناسی سیاسی                                                                                                   | جان تی. جاست جیم سیدانیوس                    | محمدرضا جلالی محمد سعدی                                  | تهران: پژوهشکده فرهنگ، هنر و ارتباطات                                |              |
| روان‌شناسی                               | فلسفه و روان‌شناسی              | رویکرد طرحواره درمانی هیجانی                                                                                      | رابرت لیهی                                   | حسین زیرک و راحله آزادی                                  | تهران: ارجمند                                                        |              |
| روان‌شناسی                               | فلسفه و روان‌شناسی              | نگاهی تطبیقی به نظریه‌ها در روان‌شناسی رشد                                                                          | رابرت مورای توماس                            | مسعود حسین چاری                                          | تهران: رشد                                                           |              |
| علوم اجتماعی                            | علوم اجتماعی                   | تراژدی جهان اسلام: عزاداری شیعیان ایران به‌روایت سفرنامه‌نویسان، مستشرقان و ایران‌شناسان (از صفویه تا جمهوری اسلامی) | محسن حسام مظاهری                             | -                                                        | اصفهان: آرما                                                         |              |
| علوم اجتماعی                            | علوم اجتماعی                   | جامعه خطر: به سوی مدرنیته‌ای مدرن                                                                                  | اولریش بک                                    | رضا فاضل مهدی فرهمندنژاد                                 | تهران: ثالث                                                          |              |
| علوم اجتماعی                            | علوم اجتماعی                   | با دیگری: پژوهشی در تفکر میان فرهنگی و آیین گفتگو                                                                 | علی‌اصغر مصلح                                 | -                                                        | تهران: نشر علمی                                                      |              |
| علوم اجتماعی                            | علوم اجتماعی                   | جامعه‌شناسی تمدن مسائل تاریخی و سنت‌های نظری                                                                        | یوهان پی. آرناسون                            | سالار کاشانی                                             | تهران: ترجمان علوم انسانی                                            |              |
| علوم اجتماعی                            | علوم اجتماعی                   | داستان‌های عامیانه لرستان                                                                                          | نادره نفیسی                                  | -                                                        | تهران: مرکز دائرةالمعارف بزرگ اسلامی                                 |              |
| علوم اجتماعی                            | علوم اجتماعی                   | شهر و جنسیت | هلن جارویس، پاولا کانتور و جاناتان کلارک     | محمود شارع‌پور                                            | تهران: علمی و فرهنگی                                                 |              |
| علوم اجتماعی                            | اقتصاد                         | اقتصاد رفتاری | ادوارد کارترایت                              | قهرمان عبدلی و سیدحسین میرشجاعیان‌حسینی                   | تهران: دنیای اقتصاد                                                  |              |
| علوم اجتماعی                            | اقتصاد                         | کلیات علم اقتصاد                                                                                                  | دارون عجم‌اوغلو و دیوید لیبسون و جان ای. لیست | سیدعلیرضا بهشتی‌شیرازی و محمدحسین نعیمی‌پور                | تهران: روزنه                                                         |              |
| علوم اجتماعی                            | اقتصاد                         | کیفیت زندگی | مارتا نوسبام آمارتیا سن                      | حسن فشارکی                                               | تهران: شیرازه کتاب ما                                                |              |
| علوم اجتماعی                            | اقتصاد                         | نفت و هژمونیسم آمریکا: انتقال سیستم انرژی فسیلی به انرژی تجدیدپذیر                                                | محسن مسرت                                    | -                                                        | تهران: نی                                                            |              |
| علوم اجتماعی                            | حقوق                           | مسئولیت مدنی تطبیقی                                                                                               | سیدحسین صفایی حبیب‌الله رحیمی                 | -                                                        | تهران: مؤسسه مطالعات و پژوهش‌های حقوقی شهر دانش                       |              |
| ادبیات                                  | نقد ادبی                       | ادبیات جهان را چگونه بخوانیم؟                                                                                     | دیوید دمراش                                  | شبنم بزرگی                                               | تهران: چشمه                                                          |              |
| ادبیات                                  | نقد ادبی                       | تفسیر و بیش‌تفسیر                                                                                                  | امبرتواکو ریچارد رورتی جاناتان کالر          | فرزان سجودی                                              | تهران: علمی فرهنگی                                                   |              |
| ادبیات                                  | نقد ادبی                       | درآمدی بر ادبیات تطبیقی                                                                                           | فرانسوا یوست                                 | علی‌رضا انوشیروانی، لاله آتشی و رقیه بهادری               | تهران: سازمان مطالعه و تدوین کتب علوم انسانی دانشگاه‌ها (سمت)         |              |
| ادبیات                                  | نقد ادبی                       | درآمدی برتأویل‌شناسی ادبی                                                                                          | پیتر سوندی                                   | علی محمدی‌آسیابادی                                        | تهران: سوره مهر                                                      |              |
| ادبیات                                  | نقد ادبی                       | زمان و حکایت | پل ریکور                                     | مهشید نونهالی                                            | تهران: نی                                                            |              |
| ادبیات                                  | نقد ادبی                       | سواد روایت | اچ. پورتر ابوت                               | رویا پورآذر نیمام اشرفی                                  | تهران: اطراف                                                         |              |
| ادبیات                                  | متون قدیم                      | حدیقة الحقیقة | مجدود بن آدم سنائی غزنوی                     | تصحیح: محمدجعفر یاحقی و سیدمهدی زرقانی                   | تهران: سخن                                                           |              |
| ادبیات                                  | متون قدیم                      | دیوان بدرشروانی                                                                                                   | بدربن شمس‌الدین شروانی                        | تصحیح فاطمه مجیدی                                        | تهران: کتابخانه، موزه و مرکز اسناد مجلس شورای اسلامی                 |              |
| ادبیات                                  | متون قدیم                      | دیوان سیدحسن غزنوی                                                                                                | سیدحسن غزنوی                                 | عباس بگ‌جانی                                              | تهران: کتابخانه، موزه و مرکز اسناد مجلس شورای اسلامی                 |              |
| ادبیات                                  | متون قدیم                      | عجایب الدنیا ابن محدث تبریزی                                                                                      | ابوالموید بلخی                               | تصحیح علی نویدی ملاطی، ترجمه، مقدمه و تعلیقات محسن شجاعی | تهران: موقوفات دکتر محمود افشار با همکاری سخن                        |              |
| ادبیات                                  | ادبیات زبان‌های دیگر            | آخرین دختر | نادیا مراد                                   | محبوبه حسین‌زاده                                          | تهران: کتاب کوچه                                                     |              |
| ادبیات                                  | ادبیات زبان‌های دیگر            | آواز اجساد بی‌گور                                                                                                  | جزمین وارد                                   | سعید کلاتی                                               | تهران: کتاب کوچه                                                     |              |
| ادبیات                                  | ادبیات زبان‌های دیگر            | اینک خزان | اویگن روگه                                   | محمد همتی                                                | تهران: فرهنگ نشر نو با همکاری آسیم                                   |              |
| ادبیات                                  | ادبیات زبان‌های دیگر            | حکایت‌هایی برای زمانه ما باز هم حکایت‌هایی برای زمانه ما                                                            | جیمز تربر                                    | حسن هاشمی‌میناباد                                         | تهران: فرهنگ نشر نو با همکاری آسیم                                   |              |
| ادبیات                                  | ادبیات زبان‌های دیگر            | سوختگان | پاتریک وایت                                  | وحید فتاحی                                               | تهران: علمی فرهنگی                                                   |              |
| ادبیات                                  | ادبیات زبان‌های دیگر            | نان غربت | هانری ترویا                                  | علی‌داد زاویه                                             | تهران: قطره                                                          |              |
| ادبیات                                  | ادبیات عرب                     | درگاه گچین | احمد سعداوی                                  | امل نبهانی                                               | تهران: نیماژ                                                         |              |
| ادبیات                                  | ادبیات عرب                     | ورم | ابراهیم الکونی                               | محمدعلی عسگری                                            | تهران: فلات                                                          |              |
| زبان                                    | زبانشناسی                      | تمهیداتی برنظریه زبان                                                                                             | لویی یلمزلف                                  | محمدامین شاکری                                           | تهران، شرکت سهامی انتشارات خوارزمی                                   |              |
| زبان                                    | زبانشناسی                      | روان‌شناسی زبان | تألیف و ترجمه مهدی پورمحمد                   | تألیف و ترجمه مهدی پورمحمد                               | تهران: سازمان مطالعه و تدوین کتب علوم انسانی دانشگاه‌ها (سمت)         |              |
| زبان                                    | زبانشناسی                      | مبانی دستور شناختی                                                                                                | رونالد لانگاکر                               | جهانشاه میرزابیگی                                        | تهران: آگاه                                                          |              |
| زبان                                    | زبانشناسی                      | معنای معنی: مطالعه‌ای در باب تأثیر زبان بر تفکر و دانش نمادگرایی                                                   | چالزکی آگدن آیور آرمسترانگ ریچاردز           | کوروش صفوی                                               | تهران: علمی                                                          |              |
| زبان                                    | زبان فارسی                     | طبقه‌بندی وزن‌های شعر فارسی                                                                                         | ابوالحسن نجفی، به‌همت امید طبیب‌زاده           | -                                                        | تهران: نیلوفر                                                        |              |
| زبان                                    | زبان‌های باستانی و گویش‌های محلی | اَوِستا | رهام اشه                                     | -                                                        | تهران: کتاب سده                                                      |              |
| زبان                                    | زبان‌های باستانی و گویش‌های محلی | زبان پارسیگ (پهلوی)                                                                                               | رهام اشه                                     | مریم تاجبخش و بزرگمهر لقمان                              | تهران: کتاب سده                                                      |              |
| زبان                                    | زبان‌های باستانی و گویش‌های محلی | فرهنگ اویم ایوک                                                                                                   | فرزانه گشتاسب نادیا حاجی‌پور                  |                                                          | تهران: پژوهشگاه علوم انسانی و مطالعات فرهنگی؛ سازمان انتشارات فرورهر |              |
| زبان                                    | زبان‌های دیگر                   | در این بخش هیچ کتابی نامزد نشد                                                                                    | در این بخش هیچ کتابی نامزد نشد               | در این بخش هیچ کتابی نامزد نشد                           | در این بخش هیچ کتابی نامزد نشد                                       |              |
| زبان                                    | زبان عربی                      | در این بخش هیچ کتابی نامزد نشد                                                                                    | در این بخش هیچ کتابی نامزد نشد               | در این بخش هیچ کتابی نامزد نشد                           | در این بخش هیچ کتابی نامزد نشد                                       |              |

## برگزیدگان
برگزیدگان و شایستگان تقدیر سی و هفتمین دوره کتاب سال روز چهارشنبه ۱۶ بهمین ۱۳۹۸ ساعت ۱۵ در مراسمی در تالار وحدت با حضور رئیس‌جمهور، حسن روحانی، معرفی شدند. برخلاف گفته‌های پیشین مبنی بر عدم داوری گروه‌هایی از بخش ادبیات مانند شعر، داستان تألیفی، نقد ادبی تألیفی به دلیل همپوشانی با جایزه جلال آل احمد و جشنواره شعر فجر، آثار این گروه‌ها نیز معرفی شدند.

### برگزیدگان سی و هفتمین دوره کتاب سال
| بخش               | شاخه                           | عنوان کتاب                                                                             | پدیدآورنده                                       | مترجم                                   | مشخصات کتاب                                                                       | عنوان جایزه  |
| ----------------- | ------------------------------ | -------------------------------------------------------------------------------------- | ------------------------------------------------ | --------------------------------------- | --------------------------------------------------------------------------------- | ------------ |
| کلیات             | کلیات                          | تهران‌نگاری: طهران در مطبوعات دوره قاجار (دوره‌های ناصری و مظفری)                        | رضا شیرازیان                                     | -                                       | تهران: دستان                                                                      | شایسته تقدیر |
| دین               | فقه و اصول                     | مکاسب محرمه                                                                            | علیرضا اعرافی                                    | تقریر گروه محققان قم                    | قم: مؤسسه اشراق و عرفان. ۱۰ جلد                                                   | برگزیده      |
| علوم خالص         | زیست‌شناسی                      | فلور گیلان                                                                             | ولی‌الله مظفریان                                  | -                                       | رشت: فرهنگ ایلیا                                                                  | برگزیده      |
| علوم خالص         | زیست‌شناسی                      | فلور ایران: شمارهٔ ۱۴۵تیرهٔ پروانه‌آسا(fabaceae)جنس گون III(Astragalus III)               | علی‌اصغر معصومی                                   | ویراستار: مصطفی اسدی علی‌اصغر معصومی     | تهران: سازمان تحقیقات، آموزش و ترویج کشاورزی، مؤسسه تحقیقات و جنگل‌ها و مراتع کشور | برگزیده      |
| علوم کاربردی      | مهندسی کشاورزی                 | اندازه‌گیری باقی‌ماندهٔ آفت‌کش‌ها در محصولات کشاورزی: مبانی و روش‌ها                         | خلیل طالبی‌جهرمی سیداحسان ترابی                   | -                                       | تهران: دانشگاه تهران، مؤسسهٔ انتشارات و چاپ                                        | برگزیده      |
| علوم کاربردی      | مهندسی کشاورزی                 | فلزات سنگین در خاک                                                                     | برایان جی. آلووی                                 | امیر فتوت                               | مشهد: دانشگاه فردوسی مشهد                                                         | برگزیده      |
| فلسفه و روان‌شناسی | فلسفه اسلامی                   | خدای متعال                                                                             | یان ریچارد نتون                                  | سیده لیلا اصغری                         | تهران: حکمت                                                                       | شایسته تقدیر |
| علوم اجتماعی      | علوم اجتماعی                   | جامعه‌شناسی تمدن مسائل تاریخی و سنت‌های نظری                                             | یوهان پی. آرناسون                                | سالار کاشانی                            | تهران: ترجمان علوم انسانی                                                         | شایسته تقدیر |
| علوم اجتماعی      | اقتصاد                         | کلیات علم اقتصاد                                                                       | دارون عجم‌اوغلو دیوید لیبسون جان ای. لیست         | سیدعلیرضا بهشتی‌شیرازی محمدحسین نعیمی‌پور | تهران: روزنه                                                                      | شایسته تقدیر |
| علوم اجتماعی      | اقتصاد                         | کیفیت زندگی                                                                            | مارتا نوسبام آمارتیا سن                          | حسن فشارکی                              | تهران: شیرازه کتاب ما                                                             | شایسته تقدیر |
| علوم اجتماعی      | اقتصاد                         | نفت و هژمونیسم آمریکا: انتقال سیستم انرژی فسیلی به انرژی تجدیدپذیر                     | محسن مسرت                                        | -                                       | تهران: نی                                                                         | شایسته تقدیر |
| هنر               | هنرهای نمایشی                  | سینما و مرگ: درباره نامیرایی و تصویر                                                   | میلاد روشنی پایان                                | -                                       | تهران، ققنوس                                                                      | شایسته تقدیر |
| هنر               | نمایشنامه                      | آقای سولنس معمار                                                                       | هنریک ایبسن                                      | بهزاد قادری                             | تهران، بیدگل                                                                      | شایسته تقدیر |
| ادبیات            | شعر معاصر                      | رارا                                                                                   | پانته‌آ صفائی بروجنی                              |                                         | تهران: فصل پنجم                                                                   | برگزیده      |
| ادبیات            | شعر معاصر                      | به رنگ دانوب                                                                           | واهه آرمن                                        |                                         | تهران: نشر چشمه                                                                   | برگزیده      |
| ادبیات            | نقد ادبی                       | ادبیات جهان را چگونه بخوانیم؟                                                          | دیوید دمراش                                      | شبنم بزرگی                              | تهران: چشمه                                                                       | شایسته تقدیر |
| ادبیات            | نقد ادبی                       | درآمدی بر ادبیات تطبیقی                                                                | فرانسوا یوست                                     | علی‌رضا انوشیروانی لاله آتشی رقیه بهادری | تهران: سازمان مطالعه و تدوین کتب علوم انسانی دانشگاه‌ها (سمت)                      | شایسته تقدیر |
| ادبیات            | نقد ادبی                       | سواد روایت                                                                             | اچ. پورتر ابوت                                   | رؤیا پورآذر نیمام اشرفی                 | تهران: اطراف                                                                      | شایسته تقدیر |
| ادبیات            | نقد ادبی                       | نظریه و نقد ادبی: درسنامه میان‌رشته‌ای                                                   | حسین پاینده                                      | -                                       | تهران: سازمان مطالعه و تدوین کتب علوم انسانی دانشگاه‌ها (سمت)                      | برگزیده      |
| ادبیات            | نقد ادبی                       | بومی‌سازی رئالیسم جادویی در ایران                                                       | محمد حنیف محسن حنیف                              | -                                       | تهران: شرکت انتشارات علمی فرهنگی                                                  | برگزیده      |
| ادبیات            | پژوهش شعر                      | کتاب چهارخطی:کندوکاوی در تاریخ رباعی فارسی                                             | سیدعلی میرافضلی                                  |                                         | تهران: سخن                                                                        | برگزیده      |
| ادبیات            | داستان کوتاه                   | افتاده بودیم در گردنه حیران                                                            | حسین لعل بذری                                    |                                         | تهران: نیماژ                                                                      | شایسته تقدیر |
| ادبیات            | رمان و داستان بلند             | وضعیت بی‌عاری                                                                           | حامد جلالی                                       |                                         | تهران: شهرستان ادب و کتاب                                                         | شایسته تقدیر |
| ادبیات            | رمان و داستان بلند             | دورزدن در خیابان یک‌طرفه                                                                | محمدرضا مرزوقی                                   |                                         | نشر ثالث                                                                          | شایسته تقدیر |
| ادبیات            | متون قدیم                      | دیوان سیدحسن غزنوی                                                                     | سیدحسن غزنوی                                     | عباس بگ‌جانی                             | تهران: کتابخانه، موزه و مرکز اسناد مجلس شورای اسلامی                              | شایسته تقدیر |
| زبان              | زبانشناسی                      | تمهیداتی برنظریه زبان                                                                  | لویی یلمزلف                                      | محمدامین شاکری                          | تهران، شرکت سهامی انتشارات خوارزمی                                                | شایسته تقدیر |
| زبان              | زبان فارسی                     | طبقه‌بندی وزن‌های شعر فارسی                                                              | ابوالحسن نجفی، به‌همت امید طبیب‌زاده               | -                                       | تهران: نیلوفر                                                                     | شایسته تقدیر |
| زبان              | زبان‌های باستانی و گویش‌های محلی | فرهنگ اویم ایوک                                                                        | فرزانه گشتاسب نادیا حاجی‌پور                      |                                         | تهران: پژوهشگاه علوم انسانی و مطالعات فرهنگی؛ سازمان انتشارات فرورهر              | شایسته تقدیر |
| تاریخ و جغرافیا   | تاریخ                          | پندها و عبرت‌ها از بناها و آثار تاریخی مصر                                              | تقی‌الدین احمد بن علی بن عبدالقادر بن محمد مقریزی | پرویز اتابکی                            | مشهد: بنیاد پژوهش‌های اسلامی آستان قدس رضوی                                        | برگزیده      |
| تاریخ و جغرافیا   | تاریخ                          | خاقان صاحب قران و علمای زمان: نقش فتحعلی‌شاه قاجار در شکل‌گیری روندها و نهادهای مذهبی نو | احمد کاظمی موسوی                                 | -                                       | تهران: آگاه                                                                       | شایسته تقدیر |
| تاریخ و جغرافیا   | تاریخ                          | تمامیت ارضی ایران در دوران پهلوی (بحرین)                                               | محمدعلی بهمنی قاجار                              |                                         | تهران: مؤسسه مطالعات و پژوهش‌های سیاسی                                             | شایسته تقدیر |
| تاریخ و جغرافیا   | مستندنگاری                     | نقاشی قهوه‌خانه، خاطرات کاظم دارابی متهم دادگاه میکونوس                                 | محسن کاظمی                                       | -                                       |                                                                                   | برگزیده      |
| تاریخ و جغرافیا   | مستندنگاری                     | قطارباز: ماجرای یک خط                                                                  | احسان نوروزی                                     | -                                       | تهران: چشمه                                                                       | شایسته تقدیر |
| کودک و نوجوان     | داستان تألیفی                  | دروازه مردگان/ ۱: قبرستان عمودی                                                        | حمیدرضا شاه‌آبادی                                 |                                         | تهران: افق                                                                        | برگزیده      |

## فهرست منابع
1. ↑  «نشست خبری جایزه کتاب سال برگزار می‌شود». خانه کتاب. بایگانی‌شده از اصلی در ۵ فوریه ۲۰۲۰. دریافت‌شده در ۴ فوریه ۲۰۲۰.
2. ↑  «مراسم سی و هفتمین دوره جایزه کتاب سال جمهوری اسلامی ایران». خانه کتاب. بایگانی‌شده از اصلی در ۱۰ ژوئیه ۲۰۲۰. دریافت‌شده در ۴ فوریه ۲۰۲۰.
3. ↑  «نامزدهای گروه کلیات جایزه کتاب سال معرفی شدند». خانه کتاب. بایگانی‌شده از اصلی در ۵ فوریه ۲۰۲۰. دریافت‌شده در ۲۰۲۰-۰۱-۳۰.
4. ↑  «نامزدهای کتاب سال در گروه هنر معرفی شدند». خانه کتاب. بایگانی‌شده از اصلی در ۵ فوریه ۲۰۲۰. دریافت‌شده در ۲۰۲۰-۰۱-۳۰.
5. ↑  «10نامزد جایزه کتاب سال معرفی شدند». خانه کتاب. بایگانی‌شده از اصلی در ۱۲ ژوئیه ۲۰۲۰. دریافت‌شده در ۲۰۲۰-۰۱-۳۰.
6. ↑  «معرفی نامزدهای کتاب سال در گروه علوم اجتماعی». خانه کتاب. بایگانی‌شده از اصلی در ۶ فوریه ۲۰۲۰. دریافت‌شده در ۲۰۲۰-۰۱-۳۰.
7. ↑  «نامزدهای گروه ادبیات جایزه کتاب سال معرفی شدند». خانه کتاب. بایگانی‌شده از اصلی در ۱۱ ژوئیه ۲۰۲۰. دریافت‌شده در ۳ فوریه ۲۰۲۰.
8. ↑  «8 کتاب در گروه زبان نامزد کتاب سال شدند». خانه کتاب. بایگانی‌شده از اصلی در ۵ فوریه ۲۰۲۰. دریافت‌شده در ۲۰۲۰-۰۱-۳۰.
9. ↑  «برگزیدگان «جایزه کتاب سال» معرفی شدند». خانه کتاب. بایگانی‌شده از اصلی در ۱۰ ژوئیه ۲۰۲۰. دریافت‌شده در ۶ مارس ۲۰۲۰.